# Argentinas Grand Prix 1974
Argentinas Grand Prix 1974 var det första av 15 lopp ingående i formel 1-VM 1974.  

## Resultat
1. Denny Hulme, McLaren-Ford, 9 poäng
2. Niki Lauda, Ferrari, 6
3. Clay Regazzoni, Ferrari, 4
4. Mike Hailwood, McLaren-Ford, 3
5. Jean-Pierre Beltoise, BRM, 2
6. Patrick Depailler, Tyrrell-Ford, 1
7. Carlos Reutemann, Brabham-Ford (varv 52, bränslebrist)
8. Howden Ganley, March-Ford (52, bränslebrist)
9. Henri Pescarolo, BRM
10. Emerson Fittipaldi, McLaren-Ford
11. Guy Edwards, Hill (Lola-Ford)
12. John Watson, John Goldie Racing (Brabham-Ford)
13. Ronnie Peterson, Lotus-Ford

### Förare som bröt loppet
- Graham Hill, Hill (Lola-Ford) (varv 45, motor)
- Jacky Ickx, Lotus-Ford (36, koppling)
- Richard Robarts, Brabham-Ford (36, växellåda)
- Hans-Joachim Stuck, March-Ford (31, koppling)
- François Migault, BRM (31, vattenläcka)
- Jody Scheckter, Tyrrell-Ford (25, motor)
- Carlos Pace, Surtees-Ford (21, upphängning)
- Arturo Merzario, Williams (Iso Marlboro-Ford) (19, överhettning)
- James Hunt, Hesketh (March-Ford) (11, överhettning)
- Jochen Mass, Surtees-Ford (10, motor)
- Peter Revson, Shadow-Ford (1, olycka)
- Jean-Pierre Jarier, Shadow-Ford (0, olycka)

### Förare som ej startade
- Rikky von Opel, Ensign-Ford (hantering)